# 대구성곡초등학교
대구성곡초등학교는 대한민국 대구광역시 달서구 이곡동에 있는 공립 초등학교이다.

## 학교 연혁
- 2002년 4월 15일 대구성곡초등학교 개교 (40학급), 초대 박달원 교장 취임
- 2003년 2월 14일 제1회 졸업(228명)
- 2003년 3월 1일 40학급 편성
- 2004년 2월 14일 제2회 졸업(240명)
- 2004년 3월 1일 43학급 편성
- 2004년 9월 1일 제2대 김성문 교장 취임
- 2005년 2월 16일 제3회 졸업식(졸업생 297명, 총수 765명)
- 2005년 3월 1일 43학급 편성
- 2005년 3월 22일 수영부 창단식
- 2005년 7월 19일 성곡글벗도서관 개관식
- 2006년 2월 16일 제4회 졸업식(졸업생 256명, 총수 1021명)
- 2006년 3월 1일 43학급 편성
- 2006년 7월 1일 학교상 및 교사상 제정
- 2007년 2월 15일 제5회 졸업식(졸업생 273명, 총수 1,294명)
- 2007년 3월 1일 43학급 편성
- 2007년 3월 23일 교표 변경
- 2007년 9월 1일 제3대 구창남 교장 취임
- 2007년 10월 26일 성곡 예술제 개최
- 2008년 2월 15일 제6회 졸업식(졸업생 282명, 총수 1576명)
- 2008년 3월 3일 40학급 편성
- 2008년 8월 25일 급식실 바닥 공사 준공
- 2008년 8월 30일 녹색 환경 조경(단풍나무길, 야생화 화단)
- 2008년 10월 27일 보건실 개관식(보건실 현대화 사업)
- 2009년 2월 2일 교실 냉난방기 설치, 영어 체험실, 컴퓨터실 현대화 사업
- 2009년 2월 13일 제7회 졸업(243명, 총 졸업생수 1,819명)
- 2009년 3월 1일 40학급 편성
- 2009년 3월 31일 교실 냉난방기, 영어체험실, 컴퓨터실 및 보건실 현대화 완공
- 2010년 2월 11일 제8회 졸업식(졸업생 212명, 총 졸업생수 2,031명)
- 2010년 3월 1일 40학급 편성
- 2010년 9월 1일 제4대 한명애 교장 취임
- 2010년 10월 29일 다목적교실(청솔관) 개관
- 2011년 2월 15일 제9회 졸업식(졸업생 227명, 졸업생 총수 2258명)
- 2011년 3월 1일 39학급 편성
- 2011년 7월 25일 제10회 성곡 영어 캠프(3일간)
- 2011년 9월 23일 도서관 개관(현대화 사업)
- 2012년 2월 16일 제10회 졸업식(졸업생 215명, 졸업생 총수 2473명)
- 2012년 3월 1일 36학급 편성
- 2013년 2월 15일 제11회 졸업식(졸업생 215명, 졸업생 총수 2688명)
- 2013년 3월 1일 제5대 송준각 교장 취임
- 2013년 3월 1일 35학급 편성
- 2013년 9월 1일 화장실 개축(현대화)
- 2014년 2월 14일 제12회 졸업식(졸업생 166명, 졸업생 총수 2855명)
- 2014년 3월 1일 34학급 편성
- 2014년 11월 17일 급식실 개관(2층)
- 2015년 2월 13일 제13회 졸업식(남79명, 여83명, 계162명, 총졸업생수 3,017명)
- 2015년 3월 1일 31학급 편성(특수학급 포함)
- 2016년 2월 4일 제14회 졸업식(졸업생 144명, 총 졸업생수 3,160명)
- 2016년 3월 1일 27학급 편성(특수학급 포함)
- 2016년 9월 1일 제6대 채천수 교장 취임
- 2017년 2월 15일 제15회 졸업(남68명, 여49명, 계117명, 총 졸업생수 3,277명)
- 2017년 3월 1일 24학급 편성(특수 1학급 포함)

## 통학 구역
- 달서구 이곡1동 14통～16통(성서한샘타운), 17통~20통(성서한빛마을)
- 달서구 이곡2동 6통～7통(성서2차서한)

## 참고 자료
- 대구성곡초등학교 - 한국교육학술정보원 학교알리미